# Kurt Stendal
Kurt Stendal (* 19. Februar 1951 in Frederiksberg; † 21. August 2019 in Kopenhagen) war ein dänischer Fußballspieler und -trainer. Während seiner aktiven Laufbahn stand der Offensivspieler abwechselnd beim Hvidovre IF und dem SK Sturm Graz unter Vertrag. Er absolvierte ein Länderspiel für die dänische Nationalmannschaft und wurde 1973 mit seinem Verein dänischer Meister.

## Karriere

### Sportliche Laufbahn
Kurt Stendal begann seine fußballerische Laufbahn in den 1960er Jahren bei Hvidovre IF. Während eines Intertoto-Cup-Spiels gegen Austria Wien, das die Dänen klar gewannen, wurde Adolf Remy, Trainer von Sturm Graz, auf den 20-jährigen Amateur aufmerksam. Obwohl Stendal bereits ein Studium der Rechtswissenschaft an der Universität Kopenhagen begonnen hatte, ließ er sich auf den Wechsel in die Steiermark ein. In den folgenden zwei Jahren bestritt er 58 Bundesliga-Spiele für die Grazer und erzielte dabei 19 Treffer.
Weil Stendal und Sturm sich nicht auf einen neuen Vertrag einigen konnten, kehrte er 1973 nach Hvidovre zurück und leistete mit vier Toren in sechs Spielen seinen Beitrag zum Gewinn der dänischen Meisterschaft. Am 13. Oktober jenes Jahres absolvierte er in Kopenhagen unter Cheftrainer Rudolf Strittich sein erstes und einziges Länderspiel für die dänische Nationalmannschaft. Im Testspiel gegen Ungarn wurde er während der zweiten Halbzeit eingewechselt und erzielte den Treffer zum 2:2-Endstand. Danach verpflichtete Sturm Graz ihn erneut und er verbrachte die folgenden fünf Spielzeiten in Österreich. In der  Saison 1974/75 steuerte er 15 Meisterschaftstore bei und führte Sturm mit sechs Treffern bis ins ÖFB-Cup-Finale, in dem sich die Steirer der SSW Innsbruck nach Hin- und Rückspiel knapp geschlagen geben mussten. Im UEFA-Pokal waren sie bereits zuvor in der ersten Runde an Royal Antwerpen gescheitert, Stendals Kreuzeck-Treffer aus 30 Metern Entfernung beim 2:1-Heimsieg im Liebenauer Stadion hatte das Ausscheiden nicht verhindern können. Besser verlief der Europapokal der Pokalsieger im folgenden Jahr, als Sturm nach Siegen gegen Slawia Sofia und Haladás Szombathely erst im Viertelfinale Eintracht Frankfurt unterlag. Der Däne verwertete zwei Elfmeter gegen die Bulgaren und traf einmal gegen die Ungarn. Im Herbst 1978 kehrte er ein letztes Mal als Spieler zu seinem Heimatverein zurück.
Nach anderthalb Saisonen in Dänemark unterschrieb Stendal ein drittes Mal bei Sturm Graz. Bei einem 3:0-Heimsieg im Mai 1980 gelang dem als „Rapid-Schreck“ bekannten Angreifer ein lupenreiner Hattrick gegen die Hütteldorfer. Ein Jahr später verpasste er mit Sturm um gerade einmal einen Punkt den ersten Meistertitel der Vereinsgeschichte. Die Grazer waren als Tabellenführer in das letzte Heimspiel gegangen, mussten sich im restlos ausverkauften Liebenauer Stadion aber Rapid geschlagen geben und verloren die Meisterschaft damit noch an Seriensieger Austria Wien. Wenige Monate danach erzielte er bei einer 2:3-Auswärtsniederlage im UEFA-Pokal beim späteren Turniersieger IFK Göteborg sein letztes von insgesamt fünf internationalen Toren. Eine hartnäckige Meniskusverletzung und der Umstand, dass Sturm einen Legionär zu viel im Kader hatte, bewogen Stendal schließlich 1982 dazu, seine aktive Karriere zu beenden. Häufig als Spielmacher aufgestellt, ist er mit 85 Pflichtspieltreffern bis heute einer der fünf erfolgreichsten Torschützen von Sturm Graz.

### Weitere Karriere
Nach seiner Spielerlaufbahn versuchte sich Kurt Stendal als Trainer, blieb dabei aber ohne nennenswerte Erfolge. Zunächst betreute er eine Saison lang seinen Heimatverein Hvidovre IF, konnte den Klub aber nicht vor dem Abstieg in die 2. Division bewahren. Danach hatte er ein kurzes Engagement beim schwedischen Verein Landskrona BoIS.
Noch während seiner Zeit in Österreich war Stendal für die Kronen Zeitung journalistisch tätig. Nach Rückkehr in seine Heimat begann er als Sportredakteur bei der Lokalzeitung Hvidovre Avis und der Kopenhagener Aktuelt. Später arbeitete er als Sportredakteur sowie als Redaktionssekretär im Sport- und Wirtschaftsressort für die Berlingske. Nach seiner Pensionierung widmete er sich der Nachwuchsförderung seines Heimatvereins. Graz blieb er zeit seines Lebens verbunden, lernte den steirischen Dialekt und begeisterte sich für die regionale Küche. Für Urlaube kehrte er immer wieder in die Steiermark zurück, zuletzt anlässlich einer Ausstellung über die Gruabn im Graz Museum.
Kurt Stendal starb im August 2019 nach schwerer Krankheit im Alter von 68 Jahren. Er hinterlässt seine Frau Tove, drei Töchter und drei Enkelkinder.

## Rezeption
Die Verpflichtung des Offensivspielers Stendal im Jahr 1971 gilt als Auslöser einer „Dänenwelle“ bei Sturm Graz. Ihm folgten Kjeld Seneca (1972–1975 und 1977–1978), Iver Schriver (1972–1974), Johnny Hansen (1985–1987), Sigurd Kristensen (1990–1992), Rasmus Højlund (2022), William Bøving (seit 2022), Mika Biereth (2024–2025) und Tochi Chukwuani (seit 2024).

## Erfolge
- Dänischer Meister 1973
- Österreichischer Vizemeister 1980/81
- Viertelfinale des Europapokal der Pokalsieger 1975/76